# کوه یونتای (هنان)
کوه یونتای (به لاتین: Yuntai Mountain) یک کوه در چین است که در Xiuwu County, Jiaozuo, Henan, China واقع شده‌است. کوه یونتای ۱٬۳۰۸ متر بالاتر از سطح دریا واقع شده‌است.